# جويان (جزيرة)
جزيرة جويان أكبر الجزر في مولدوفا.